# Zeta Phoenicis
Zeta Phoenicis (ζ Phe) ist ein 280 Lichtjahre von der Erde entfernter bedeckungsveränderlicher Stern vom Typ Algol im Sternbild Phönix. Seine scheinbare Helligkeit schwankt dabei mit einer Periode von 1,66977 Tagen zwischen 3,9 mag und 4,4 mag. Das Minimum der Helligkeit wird immer beim Vorbeiziehen eines lichtschwachen, nicht sichtbaren Begleiters vor dem Hauptstern durchlaufen. Zeta Phoenicis besitzt als Mehrfachstern noch zwei weitere, mit einem mittleren Teleskop gut erkennbare Begleiter, die 7,2 mag bzw. 8,2 mag hell sind und eine Entfernung von 0,8" bzw. 6,4" vom Hauptstern aufweisen.
Dem Stern wurde am 17. November 2017 von der IAU der Name Wurren gegeben.